# توني ليون (طبال)
توني ليون (بالإنجليزية: Tony Leone)‏ هو طبال أمريكي، ولد في 18 يوليو 1969 في نيو بريتن في الولايات المتحدة.

## وصلات خارجية
- توني ليون على موقع ميوزك برينز (الإنجليزية)
- توني ليون على موقع ديسكوغز (الإنجليزية)